# Olena Kushpler
 Olena Kushpler (* 1975 in Lwiw) ist eine ukrainisch-deutsche Pianistin.

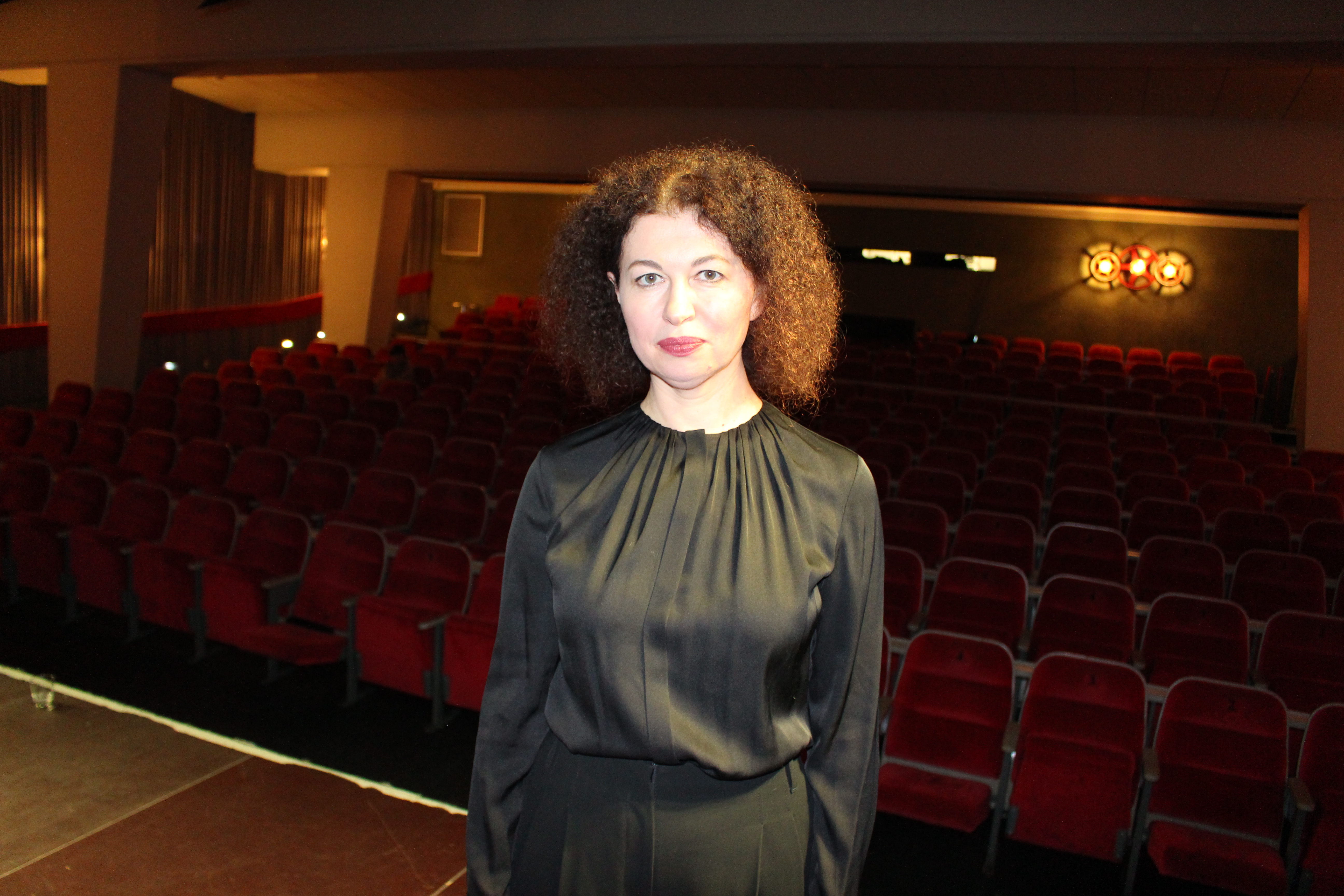
Olena Kushpler (2023)

## Leben
Olena Kushpler studierte zunächst an der Musikhochschule in Lwiw bei Josef Jermin, bevor sie ihr Studium an der Hochschule für Musik und Theater Hamburg bei Volker Banfield und Evgeni Koroliov vervollkommnete. Wertvolle künstlerische Anregungen erhielt sie in der Zusammenarbeit mit Wolfram Rieger und Norman Shetler sowie im Aufbaustudium Kammermusik an der Musikhochschule Köln beim Alban Berg Quartett.
Die mehrfach ausgezeichnete Pianistin war Gast in international renommierten Konzertsälen wie dem Konzerthaus Berlin, der Tonhalle Düsseldorf, der Hamburger Elbphilharmonie, dem Musikverein Wien u. a. sowie bei bedeutenden Festivals wie dem Rheingau-Musikfestival, dem Schleswig-Holstein Musik Festival, den Festspielen Mecklenburg-Vorpommern, den Musikfestspielen Saar u. v. m.
Ihre künstlerische Tätigkeit ist in zahlreichen CD-Aufnahmen beim Label Capriccio (u. a. Klavierwerke von Federico Mompou) und Rundfunk-Aufnahmen dokumentiert und wurde u. a. beim BR, NDR, SWR und bei Deutschlandradio Kultur gesendet.
Neben ihren solistischen und kammermusikalischen Auftritten u. a. mit Peter Schreier, Martin Grubinger, Zoryana Kushpler und ihrem Bonnard Trio hat Olena Kushpler mit Bühnen-Partnern wie Roger Willemsen, Iris Berben, Barbara Auer, Ulrich Tukur, Christian Redl und Charly Hübner literarisch-musikalische Programme konzipiert und aufgeführt sowie als Gründerin und Künstlerische Leiterin das Festival „Kontraste“ geleitet.
Im Herbst 2021 hat Olena Kushpler beim Label AvI ihr fünftes Album veröffentlicht, das Klavierwerken von Leoš Janáček gewidmet ist.
Ihr sensibles und farbenreiches Spiel wird vom Publikum und von der Presse vielfach gerühmt. „Beeindruckend, wie sie es schafft, den Hörer zu fesseln. Da scheint die Zeit still zu stehen.“ (NDR Kultur). Als „große Geschichtenerzählerin“ wurde sie vom Hamburger Abendblatt bezeichnet.

## Auszeichnungen
Olena Kushpler war Masefield-Preisträgerin der Alfred-Töpfer-Stiftung, Stipendiatin mehrerer Stiftungen, unter anderem des DAAD, der Emma-Beit-Stiftung, der Budge-Stiftung und der Franz-Wirth-Stiftung. Außerdem wurde sie mit dem Ritter-Preis der Oscar und Vera Ritter-Stiftung ausgezeichnet und erhielt den Berenberg-Kulturpreis.

## Diskographie
- 2010: mit Zoryana Kushpler: Slawische Seelen / Slavonic Souls, Capriccio
- 2010: mit Bonnard Trio:  Mendelssohn Klaviertrios Op. 49 / Op. 66, Crystal Classics
- 2012: Mompou: Preludes, Canciónes y danzas & Impresiones intimas, Capriccio
- 2015: mit Zoryana Kushpler: Canciones Espanolas, Capriccio
- 2021: Janáček: Piano Works, AVI